# Hanya Yanagihara
Hanya Yanagihara (Los Ángeles, 20 de septiembre de 1974) es una novelista  y editora   estadounidense.Es conocida sobre todo por su novela A Little Life, finalista del Premio Booker 2015, y por ser la redactora jefe de T Magazine, el suplemento de moda de The New York Times.

## Biografía
Yanagihara, residente de cuarta generación en Hawái, nació en Los Ángeles, California.Su padre, Ronald Yanagihara, hematólogo y oncólogo es de Hawai y su madre de Seúl. Yanagihara tiene ascendencia japonesa por vía paterna. Durante su infancia junto con su familia cambio varias veces de residencia viviendo en Hawái, Nueva York, Maryland, California y Texas. Asistió a la Punahou School en Hawái.
Según ella misma ha mencionado, su padre la introdujo desde niña en la obra de Philip Roth y otros "escritores británicos de cierta edad", como Anita Brookner, Iris Murdoch y Barbara Pym. De Pym y Brookner, comenta que "existe una sospecha del oficio que los escritores masculinos de su generación no tenían, un cálculo metafísico de lo que realmente está haciendo por el mundo". Y señala que los escritores contemporáneos que más admira son Hilary Mantel, Kazuo Ishiguro y John Banville.

## Trayectoria
Tras graduase en el Smith College en 1995, Yanagihara se trasladó a Nueva York donde trabajó durante varios años como publicista. Escribió y fue editora en Condé Nast Traveler.
Su primera novela, The People in the Trees, basada en parte en hechos reales de la del virólogo Daniel Carleton Gajdusek, fue aclamada como una de las mejores novelas de 2013.
A Little Life Yanagihara se publicó en marzo de 2015 y recibió elogios generalizados de la crítica. El libro fue finalista del Premio Booker de ficción y ganó el Kirkus Prize de ficción en 2015. Yanagihara también fue seleccionada como finalista del Premio Nacional del Libro de Ficción 2015. A Little Life superó las expectativas de venta de su editor, del agente de Yanagihara y de la propia autora.
Yanagihara describió la escritura del libro como "gloriosa como el surf; me sentía como si me llevaran a lo alto sobre algo que no pude conjurar pero tuve la suerte de atraparlo, aunque solo fuera por un momento". En el peor de los casos, sentí que perdía de alguna manera la propiedad sobre el libro. Me sentí, extrañamente, como una de esas personas que adoptan un tigre o un león cuando el fellino es un bebé y es tierno y manejable, y luego miran con consternación y asombro cuando se enfrentan hacia ellos como adultos".
En 2015, dejó Condé Nast para convertirse en editora adjunta en T: The New York Times Style Magazine. Yanagihara declaró que tras publicar la superventas A Little Life, la gente de la industria editorial estaba desconcertada por su decisión de aceptar un trabajo en T.  Describiendo el mundo editorial como "una comunidad provincial, más o menos tan snob como la industria de la moda", y señaló que," recibía estos comentarios solapados como, 'oh, nunca supe que había palabras [en la revista T ] que valiera la pena leer' ". Sobre trabajar como editora mientras escribía ficción manifestó: "Nunca lo he hecho de otra manera". En 2017, se convirtió en la editora en jefe de T. 

## Premios y reconocimientos
- A Little Life: Ganador del Premio Kirkus[19] de ficción de 2015.[20]
- A Little Life: Preseleccionado para el Premio Booker de 2015[3][21][22]
- A Little Life: Finalista del National Book Award de ficción de 2015[23]
- A Little Life: Preseleccionada para el Women's Prize for Fiction de 2016[21][24]
- A Little Life: Preseleccionada para el Premio Literario Internacional de Dublín2017 [25]

## Novelas
- 2013: La gente en los árboles (The People in the Trees)
- 2015: Tan poca vida (A Little Life)
- 2022: Al paraíso (To Paradise)